# Aizy-Jouy
Aizy-Jouy is een gemeente in het Franse departement Aisne (regio Hauts-de-France) en telt 242 inwoners (1999). De plaats maakt deel uit van het arrondissement Soissons.

## Geografie
De oppervlakte van Aizy-Jouy bedraagt 14,4 km², de bevolkingsdichtheid is 16,8 inwoners per km².

## Demografie
Onderstaande figuur toont het verloop van het inwonertal (bron: INSEE-tellingen).
Vanwege een beveiligingsprobleem met de MediaWiki Graph-software is het momenteel niet mogelijk deze grafiek weer te geven. Zodra de software is bijgewerkt zal de grafiek vanzelf weer zichtbaar worden.
1. ↑  Populations de référence 2022.